# École nationale du jeu et des médias interactifs numériques du Cnam
 (novembre 2023).
L’École nationale du jeu et des médias interactifs numériques du Cnam (Cnam-Enjmin, aussi connue sous le nom raccourci ENJMIN) est une école publique française consacrée au jeu vidéo et aux médias interactifs numériques et fondée en 2001. Elle est située à Angoulême et fait partie du Pôle Image Magelis. Depuis septembre 2014, l'école est située dans les bâtiments des anciennes papeteries du Nil. Il s'agit d'une école publique formant aux métiers du jeu vidéo. 
Le Cnam-Enjmin propose à ses étudiants 4 formations diplômantes : le master Jeux et médias interactifs numériques (JMIN) cohabilité entre le Cnam et l'université de Poitiers, le Mastère Spécialisé Interactive Digital Experiences (IDE) en partenariat avec Gobelins, le diplôme d'ingénieur du Cnam Informatique et multimédia (IEM) en collaboration avec l'université de Toulon et la licence Informatique parcours jeux vidéo en apprentissage.
Le master Jeux et médias interactifs numériques (JMIN) est une formation de 2 ans accessible sur concours pour tout élève disposant d'un Bac+3. Il propose de choisir une spécialisation parmi 6 parcours différents : management de projet, game design, programmation, conception visuelle, conception sonore, ergonomie et UX.

## Historique
En 1999, le Cnam de la région Poitou-Charentes souhaite créer une formation en multimédia dans ses locaux, donnant naissance au Cnam-Enjmin. Cette première formation offre alors un diplôme de type DESS. Plusieurs partenariats se créent avec, entre autres, l'Université de La Rochelle, celle de Poitiers, ainsi que le Centre national de la bande dessinée et de l'image et le Cnam de Paris. Deux ans après l'annonce du projet, la première promotion fait son entrée avec 17 élèves. L'année suivante, le nombre d’élèves a presque doublé ainsi que le nombre de partenaires (50 entreprises en 2006). Depuis 2021, l'ENJMIN est école d'application de l'École polytechnique.  
L'école dispose de locaux d'une surface de 4 500 m², dont des studios audio/vidéo et de capture de mouvement, un amphithéâtre de 270 places, et un plateau projet de 400 m². Elle ambitionne de délivrer une formation de haut niveau. En 2017 notamment, un atelier a lieu pour sensibiliser les étudiants à la pratique du jeu vidéo en cas de handicap.

## Partenariats internationaux
Le Cnam-Enjmin collabore avec le Cologne Game Lab de l'Université technique de Cologne (en) (Allemagne), l'École NAD-UQAC (Montréal), le School of game du Jilin Animation Institute (Chine), le Centre digital U-tad de l'Université Camilo José Cela (en), l'Université ORT Uruguay (en), le Graduate School Of Culture Technology du KAIST (Corée du Sud), et l'Institut de technologie et d'études supérieures de Monterrey (Mexique)
Pour l'année scolaire 2021 - 2022, le Cnam - Enjmin instituera un master international de conception et développement de jeux vidéo.